# Cad Bane
Cad Bane es un personaje de la franquicia Star Wars. Creado por George Lucas, Dave Filoni y Henry Gilroy, apareció por primera vez en la serie animada por computadora de 2008 Star Wars: The Clone Wars (con la voz de Corey Burton). Burton retomaría su papel como la voz de Cad Bane en la serie animada de 2021 Star Wars: The Bad Batch y en acción real en la serie El libro de Boba Fett (en la que el especialista Dorian Kingi interpretó físicamente al personaje) en Disney+.
Cad Bane es representado como un cazarrecompensas despiadado y mercenario del planeta Duro, conocido por usar su característico sombrero de ala ancha. Su rapidez al desenfundar, su astuto ingenio y su disposición sin escrúpulos a aceptar cualquier trabajo por el precio justo le han ganado la reputación de ser uno de los mejores cazarrecompensas de la galaxia. A menudo empleado por otros villanos, Bane entra en conflicto con los Jedi de la República Galáctica en numerosas ocasiones durante las Guerras Clon. A través del reinado del Imperio Galáctico hasta la era de la Nueva República, Bane conserva su notoriedad y continúa brindando sus servicios al mejor postor, lo que le hizo chocar con Fuerza Clon 99, Fennec Shand, Cobb Vanth, e incluso con su antiguo aprendiz, Boba Fett.
El personaje se ha convertido en un favorito de los fanáticos desde su primera aparición y es considerado uno de los cazarrecompensas más populares de la franquicia junto con personajes como Boba Fett y Jango Fett. Además de la serie de televisión, Cad Bane también ha aparecido en varios cómics de Star Wars y videojuegos de Star Wars.

## Desarrollo

### Creación
Cad Bane es un nuevo cazarrecompensas. Tiene que ser efectivo al instante, más o menos al nivel en el que siempre quise ver trabajar a Boba Fett en la antigua, trilogía clásica [Star Wars]. Sabíamos que [Bane] iba a ser un luchador muy intenso, un pistolero muy intenso y una amenaza muy seria. Cad Bane trabaja para el mejor postor y, creo, disfruta lo que hace.
Dave Filoni, director supervisor de The Clone Wars, sobre el debut de Cad Bane

Cad Bane fue creado para actuar como antagonista recurrente en The Clone Wars. Los escritores Dave Filoni y Henry Gilroy originalmente planearon adaptar al cazarrecompensas Durge, quien fue presentado en la micro serie de 2003 Clone Wars, como un personaje humano pero el creador de Star Wars, George Lucas, sugirió en cambio la creación de un cazarrecompensas completamente nuevo con un diseño wéstern. El resultado se inspiró en actores del cine occidental como las representaciones de Lee Van Cleef de Angel Eyes en Il buono, il brutto, il cattivo y el coronel Mortimer en Per qualche dollaro in più, conservando al mismo tiempo las características de la especie Duros en el universo de Star Wars. La interpretación vocal de Corey Burton, inspirada en las voces de los actores Lance Henriksen (que originalmente fue concebido para interpretar a Bane) y Peter Lorre, luego fue modificado digitalmente por el equipo de producción de sonido de la serie. Mientras Filoni investigaba al personaje, encontró arte conceptual no utilizado de la primera trilogía de Star Wars de un cazarrecompensas armado con un sombrero de ala ancha que ayudó a determinar el aspecto final del personaje. Filoni especuló sobre la idea original de George Lucas para el personaje que se convirtió en Cad Bane: "Algo que notas sobre George Lucas después de un tiempo es que menciona un nombre como 'Mace Windu' en una versión [de 1973] de Star Wars, y luego aparece en 1999. Entonces, supongo que esta podría haber sido una idea que George tuvo para el personaje de Cad Bane hace mucho tiempo, y ahora finalmente está a punto de llevarlo a la pantalla en The Clone Wars."
Cad Bane hizo su debut en el final de la primera temporada, "Hostage Crisis". Giancarlo Volpe, el director del episodio, ha comparado a Bane con el cazarrecompensas Boba Fett: "El equipo adora a Cad Bane y realmente creo que a los fans también les encantará. Aporta una sensibilidad muy dura a Star Wars. Es un cazarrecompensas letal y despiadado y eso lo ves de inmediato en el episodio. A diferencia de Boba Fett, Cad no toma prisioneros".

### Caracterización
Star Wars Databank describe a Cad Bane como "un cazarrecompensas despiadado" y "el desintegrador a sueldo más destacado de la galaxia". Es frío, cruel, calculador, egoísta y "rastreará a su presa hasta los confines de la galaxia" por el precio justo. A Bane le importan poco los siniestros motivos de sus empleadores como Darth Sidious, y no tiene reparos en dañar y asesinar a inocentes e incluso niños en pos de su presa. Ejemplos de las tendencias sádicas de Bane incluyen su brutal tortura y ejecución del Maestro Jedi Bolla Ropal, así como su voluntad de matar a otro cazarrecompensas simplemente porque tenía un sombrero que le gustaba. La falta de moralidad de Bane y su desprecio por los daños colaterales le han ganado la reputación de ser uno de los mercenarios más notorios de la galaxia, lo que a menudo lo pone en conflicto con cazadores más honorables, como Boba Fett. Durante la ceremonia de apertura de un torneo para cazarrecompensas, el Conde Dooku llega incluso a afirmar que Bane "no necesita presentación". Sin embargo, a pesar de su reputación, Bane no es sin honor, como se ha demostrado en varias ocasiones, como la vez que salvó a Rako Hardeen (en realidad era Obi-Wan Kenobi disfrazado) cuando Moralo Eval intentó matarlo arrojándolo a un pozo de fuego. Bane había llegado a respetar a Hardeen después de que este último también le salvó la vida más de una vez, y le dijo a Eval que si quería matar a Hardeen, entonces "lo hiciera como un hombre".
Como Duros, Cad Bane tiene piel azul, ojos rojos y una estructura alta y delgada. A menudo usa un sombrero de ala ancha y tiene la costumbre de masticar un mondadientes. Aunque su especie carece de gran fuerza física, Bane es un individuo muy astuto y posee una mente estratégica brillante, demostrada tanto en su meticulosa preparación como en su improvisación espontánea durante las misiones. Con frecuencia es capaz de burlar a sus enemigos, incluidos los Jedi y otros criminales, y ha demostrado ser capaz de liderar esfuerzos en equipo a pesar de su preferencia por trabajar solo.
Cad Bane es reconocido como uno de los tiradores y pistoleros más hábiles de la galaxia. Sus armas principales son un par de pistolas blaster LL-30, que ha usado con velocidad y habilidad excepcionales en duelos rápidos para vencer a personajes como Hunter, Cobb Vanth y Boba Fett. El equipo de Bane está integrado con un arsenal de armamento mortal para garantizar que esté preparado para cualquier situación que pueda surgir. Cada uno de sus brazaletes está equipado con un arpeo lanzador, un dispensador de gas noqueador, un lanzallamas y varios dispositivos de control remoto. Sus guantes están equipados con aturdidores. Bane también llevaba boleadoras. Su aparato de respiración evita que se estrangule con La Fuerza y sus botas cohete le permiten superar a los Jedi imbuidos de la Fuerza en combate.

## Apariciones

### Televisión

#### The Clone Wars
Cad Bane se presenta en el final de la temporada uno. Reúne a un grupo de cazarrecompensas para liberar a Ziro el Hutt de una prisión de la República en Coruscant. Bane y su equipo se infiltran en el edificio del Senado y mantienen como rehenes a un grupo de senadores para exigir la liberación de Ziro. Su misión resulta exitosa y los cazarrecompensas escapan con Ziro a pesar del intento de Anakin Skywalker de detenerlos.
Cad Bane hace su primera aparición cronológica en el estreno de la segunda temporada, en la que Darth Sidious lo contrata para robar un Holocrón del Templo Jedi. Obtiene el Holocrón y el cristal de memoria Kyber necesarios para desbloquearlo, matando al Maestro Jedi Bolla Ropal en el proceso. Bane recibe el mando de una flota separatista y somete a Ahsoka Tano en la batalla espacial que sigue, usándola como palanca para obligar a Anakin a abrir el Holocrón. Sidious le pide a Bane que lo use su información para encontrar y secuestrar a varios jóvenes sensibles a la Fuerza. A pesar de haber sido capturado por los Jedi y obligado a llevarlos al Holocrón, Bane lleva a Obi-Wan Kenobi y a Mace Windu a una trampa y logra escapar.
La temporada tres detalla los eventos antes y después de la toma del edificio del Senado por parte de Cad Bane en la primera temporada. Jabba el Hutt contrata a Bane para liberar a Ziro, ya que posee información incriminatoria sobre las familias criminales hutt. Bane captura a los droides C-3PO y R2-D2 para obtener los esquemas del edificio del Senado. Poco después del éxito de la misión, Ziro escapa de las garras de Jabba y Bane es recontratado para cazar al pícaro Hutt. Bane encuentra el cadáver de Ziro en Teth, donde se enfrenta a Obi-Wan y Quinlan Vos antes de huir.
En la temporada cuatro, Cad Bane es contratado por el Conde Dooku para infiltrarse en una prisión de la República para liberar a Moralo Eval. Bane comienza a sospechar de un cazarrecompensas llamado Rako Hardeen, que en realidad es Obi-Wan disfrazado para ganarse la confianza de Eval y descubrir los planes de Dooku. Después de una fuga exitosa de la prisión, el trío es perseguido por Anakin y Ahsoka antes de llegar finalmente a Serenno. Bane, Hardeen y un grupo de los mejores cazarrecompensas de la galaxia participan en un torneo para completar un obstáculo. curso llamado "The Box" por su participación en un complot separatista para secuestrar al Canciller Supremo Palpatine. Después del torneo, Bane suplanta a Eval como líder de la operación y la recompensa superviviente. Los cazadores secuestran a Palpatine en Naboo durante el Festival de las Luces. Sin embargo, se revela el engaño de Obi-Wan como Hardeen y logra frustrar la trama, lo que lleva a la nueva aprehensión de Bane.

#### The Bad Batch
Tras el ascenso del Imperio Galáctico, Cad Bane continúa operando como cazarrecompensas y es contratado por el primer ministro Lama Su para recuperar el clon inalterado Omega, que escapó de Kamino con un grupo de soldados clon de élite llamado Fuerza Clon 99. En Bracca, Bane intercepta y mata a un escuadrón de clones imperiales antes de vencer a Hunter en un duelo y secuestrar a Omega. Bane lleva a Omega a un lugar abandonado Instalación de clonación kaminoana en Bora Vio para su parto, pero ella escapa cuando interviene Fennec Shand. Después de una breve pelea con Shand, Bane intenta perseguir a Omega y Clone Force 99 solo para descubrir que Shand saboteó su nave, dejándolo varado.

#### El libro de Boba Fett
Cinco años después de la caída del Imperio Galáctico, Cad Bane es contratado por el Sindicato Pyke para ayudarles en la toma de control de Tatooine. Llega a Freetown en nombre de los Pykes para ordenar a la ciudad que permanezca neutral en la próxima guerra con Boba Fett. Bane vence al mariscal Cobb Vanth y a su ayudante en un duelo cuando toman sus blásters y declara que Freetown quedará en paz mientras el comercio de especias de los Pykes continúe sin obstáculos. Bane lidera el ataque de los Pykes en Mos Espa y gana en un duelo contra Fett, pero Fett lo domina y lo apuñala con un palo gaffi de los moradores de las arenas, dejando una luz en el pecho de Bane parpadeando en rojo.

## Promoción
Cad Bane ha aparecido en dos juguetes de Hasbro relacionados con él mismo, su desintegrador y su nave, así como uno que lo involucra fusionado con su nave en un crossover para Transformers. Tanto Cad Bane como su deslizador se incluyeron como parte de la línea de juguetes Lego Star Wars.